# Törpe ámbráscetfélék
A törpe ámbráscetfélék (Kogiidae) az emlősök (Mammalia) osztályának párosujjú patások (Artiodactyla) rendjébe, ezen belül a cetek (Cetacea) alrendágába tartozó család.
A családba 2 recens faj tartozik.

## Rendszerezés
A családba az alábbi 1 élő nem és 8 fosszilis nem tartozik:
- †Aprixokogia - kora pliocén; Észak-Karolina, USA[1]
- Kogia G. R. Gray, 1846 - típusnem; kora pliocén-jelen; Világszerte[1]
- †Kogiopsis Kellogg, 1929 - középső miocén; Florida és Dél-Karolina, USA[2]
- †Koristocetus
- †Nanokogia Velez-Juarbe et al., 2015 - késő miocén; Panama[1]
- †Pliokogia[3]
- †Praekogia Barnes, 1973 - késő miocén; Alsó-Kalifornia, Mexikó[1]
- †Scaphokogia Muizon, 1988 - késő miocén-késő pliocén; Mexikó, Peru[1]
- †Thalassocetus[1]

Egyes rendszerezők a családot, a Kogiinae Gill, 1871 és a Scaphokogiinae Muizon, 1988 alcsaládokra osztják fel.

## Fordítás
- Ez a szócikk részben vagy egészben  a   Kogiidae című angol Wikipédia-szócikk ezen változatának fordításán alapul.  Az eredeti cikk szerkesztőit annak laptörténete sorolja fel. Ez a jelzés csupán a megfogalmazás eredetét és a szerzői jogokat jelzi, nem szolgál a cikkben szereplő információk forrásmegjelöléseként.